# Monetazione di Ursentum

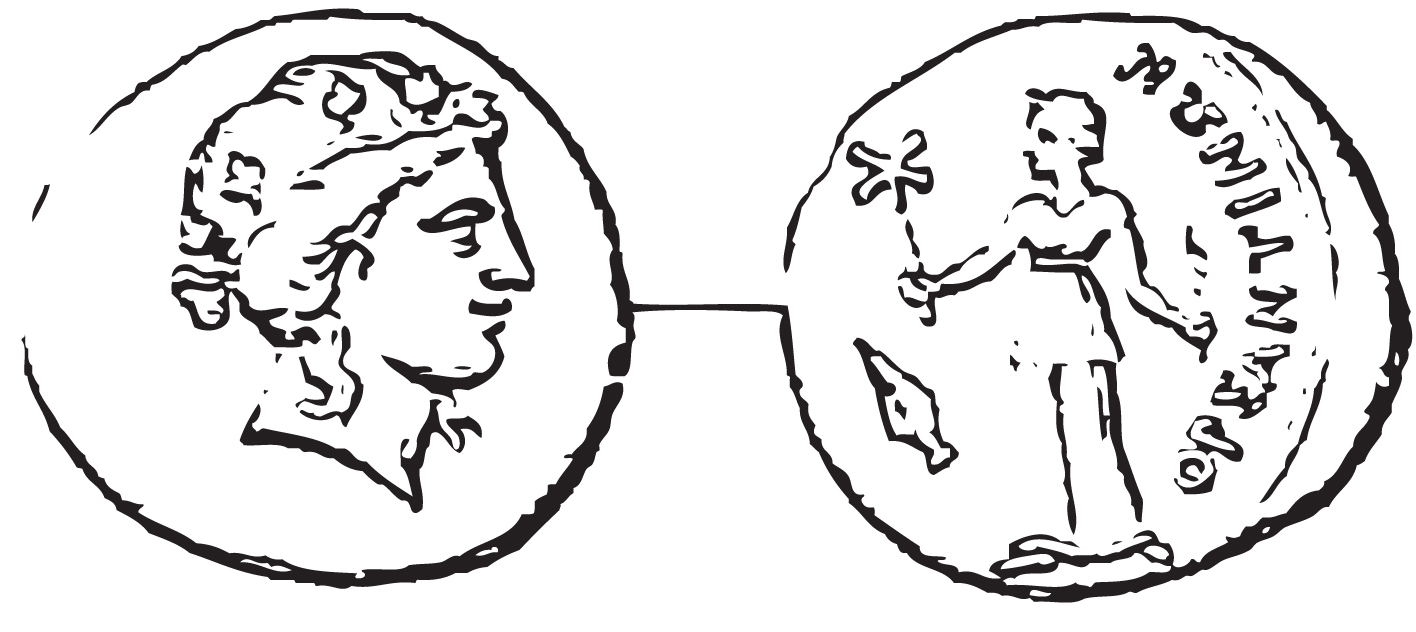
Una moneta di Ursentum (Museo di Vienna)

Con il nome tradizionale di monetazione di Ursentum i numismatici si riferiscono ad alcune monete con la legenda greca "ΟΡΣΑΝΤΙΝΩΝ" ("ORSANTINŌN", cioè "degli Orsantini").
Non si conosce la collocazione di questo centro e neanche il suo nome esatto dato che oltre alle monete non si hanno altri riferimenti letterari o archeologici.
Queste monete erano collegate nell'Ottocento agli Ursentini (o Urgentini) una popolazione lucana citata da Plinio.
L'ipotesi di identificazione di questi "Orsantinoi" con gli "Ursentini" citati da Plinio è di Louis Sambon, che riporta anche immagini riprese da Carelli, che erano anche state copiate in precedenza da Garucci.
Questa ipotesi non è più accettata, in quanto da una tribù lucana di lingua osca ci si aspetterebbe piuttosto una scritta in alfabeto osco.
Imhoof-Blumer aveva addirittura ipotizzato che ci fosse una cattiva lettura della legenda e che dovesse essere interpretata come [ΜΑΜΕΡ]ΤΙΝΩΝ ("MAMERTINŌN", cioè "dei Mamertini").
L'etnico è conosciuto solo da queste monete ed anche la datazione è problematica, comunque Rutter ed al., in base a considerazioni di tipo stilistico — la somiglianza con una moneta di Metapontum — propongono la fine del III secolo a.C. 
Sono noti due tipi:
- Il primo tipo presenta a dritto la testa di Dioniso volta a destra, decorata con corona di foglie di vite, con lunghi capelli. Al rovescio è raffigurata Demetra in piedi di fronte, la testa girata verso sinistra, che tiene nella mano destra una torcia sormontata da una croce e nella mano sinistra una spiga; la legenda è  "ΟΡΣΑΝΤΙΝΩΝ"[6].
- L'altro tipo presenta al dritto la testa di Artemide, volta a destra, i capelli annodati sul collo, con la  faretra appoggiata sulla spalla. Al rovescio è raffigurato Apollo in piedi con la patera ed l'arco; la legenda: "ΟΡΣΑΝΤΙΝΩΝ".